# Hikari
Hikari (光市 Hikari-shi?) es una ciudad localizada en la prefectura de Yamaguchi, Japón. En junio de 2019 tenía una población estimada de 49.745 habitantes y una densidad de población de 540 personas por km². Su área total es de 92,13 km².

## Geografía

### Localidades circundantes
- Prefectura de Yamaguchi
  - Iwakuni
  - Kudamatsu
  - Shūnan
  - Tabuse
  - Yanai

## Demografía
Según los datos del censo japonés, esta es la población de Hikari en los últimos años.
| Año del censo | Población |
| ------------- | --------- |
| 1995          | 55.408    |
| 2000          | 54.680    |
| 2005          | 53.971    |
| 2010          | 53.004    |
| 2015          | 51.369    |